# Dirholmen
Dirholmen är en ö i Finland.   Den ligger i kommunen Pargas i den ekonomiska regionen  Åboland  och landskapet Egentliga Finland, i den södra delen av landet, 150 km väster om huvudstaden Helsingfors. Arean är 0,47 kvadratkilometer.
Terrängen på Dirholmen är mycket platt. Öns högsta punkt är 33 meter över havet. Den sträcker sig 0,9 kilometer i nord-sydlig riktning, och 0,9 kilometer i öst-västlig riktning.  I omgivningarna runt Dirholmen växer i huvudsak barrskog.